# Vaggan (målning)
Vaggan (franska: Le Berceau) är en målning av den franska impressionistiska konstnären Berthe Morisot. Den målades 1872, tillhör franska staten sedan 1930 och har sin permanenta placering på Musée d'Orsay i Paris sedan 1986.
Målningen visar konstnärens syster Edma (också känd från Hamnen i Lorient) som vakar över sin sovande dotter Blanche. Den ställdes ut på första impressionistutställningen i Paris 1874. Morisot lyckades inte sälja målningen och den förblev i släktens ägo till 1930 då franska staten förvärvade den.
Vaggan är sannolikt Morisots mest kända målning och hennes första att skildra moderskapet – ett motiv som hon senare återkom flera gånger till.